# Tito Gómez
Tito Gómez, vlastním jménem José Antonio Tenreiro Gómez, (30. ledna 1920, Havana, Kuba – 15. října 2000, Havana, Kuba) byl kubánský zpěvák.

## Život a kariéra
Gómez je znám pod svým uměleckým jménem Tito, které mu dal Miguelito Valdés již ve 30. letech. V roce 1938 vyhrál kubánskou hudební soutěž La Corte Suprema del Arte. Krátce poté začal zpívat se Sevilla Biltmore Orquestra a v roce 1939 se stal zpěvákem Orquesta Riverside. Známým se stal interpretací písně Vereda Tropical. Později, v 70. letech, byl členem Orquesta Jorrín. Orchestr vedl Enrique Jorrín, který dal vzniknout stylu cha-cha-cha.